# Hoplitis fabrei
Hoplitis fabrei là một loài Hymenoptera trong họ Megachilidae. Loài này được van der Zanden mô tả khoa học năm 1987.